# Lindt & Sprüngli
Lindt & Sprüngli AG, més coneguda simplement com Lindt, és una companyia suïssa que fabrica xocolata.

## Història

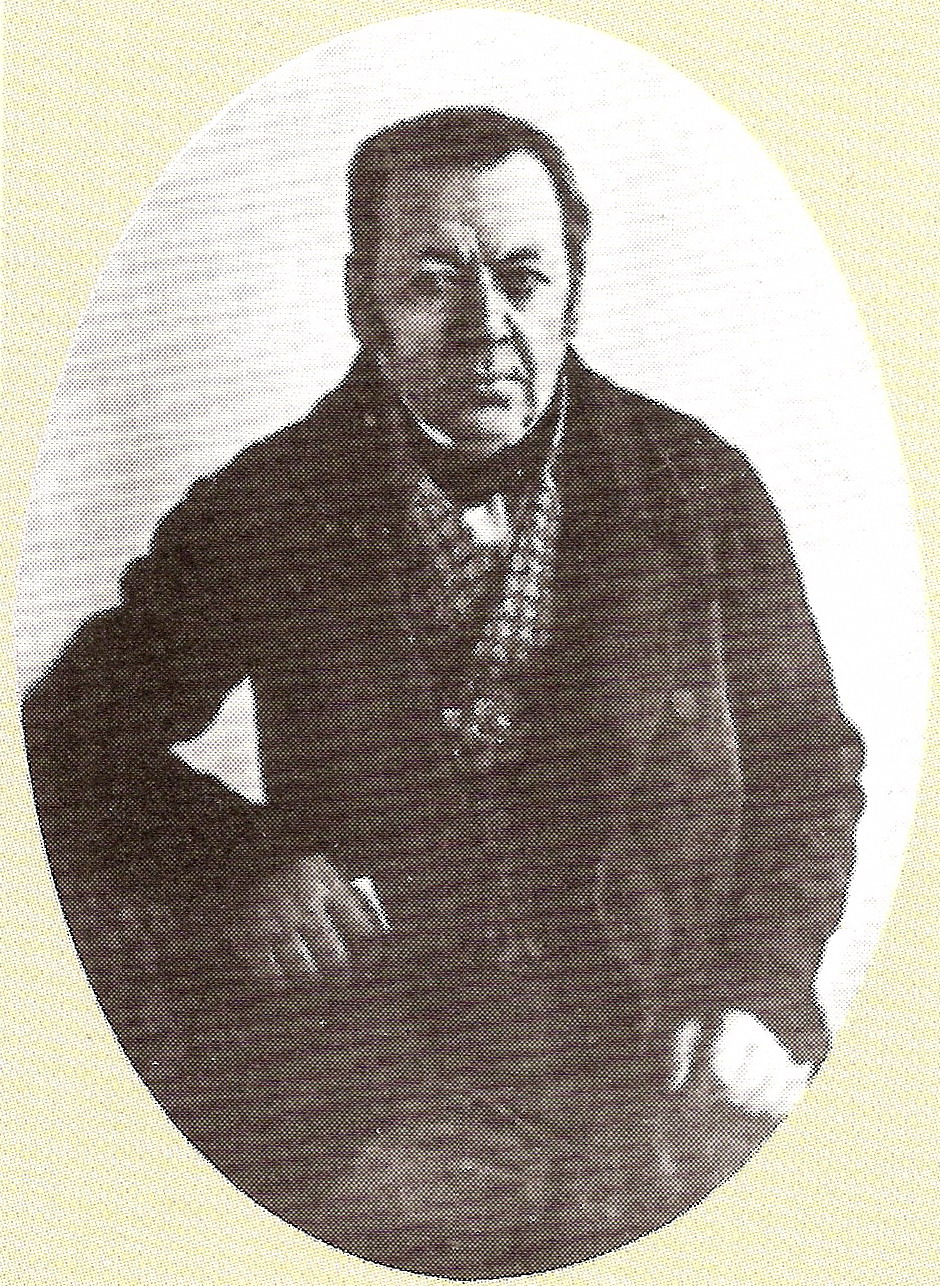
David Sprüngli.

Els orígens d'aquesta empresa daten de l'any 1845. David Sprüngli-Schwarz i el seu fill, Rudolf Sprüngli-Ammann eren propietaris d'una petita botiga que confeccionava xocolata a la part vella de Zúric.
Quan es va jubilar Rudolf Sprüngli-Ammann el 1892, el seu negoci es va dividir entre els seus dos fills. El fill petit, David Robert, va rebre dues botigues que van esdevenir Confiserie Sprüngli. El fill gran, Johann Rudolf, va rebre la fàbrica de xocolata. Johann Rudolf convertí, l'any 1899, la seva empresa privada en Chocolat Sprüngli AG. El mateix any va adquirir la fàbrica de xocolata Rodolphe Lindt de Berna i l'empresa canvià el seu nom a Aktiengesellschaft Vereinigte Berner und Züricher Chocoladefabriken Lindt & Sprüngli.
El 1994, Lindt & Sprüngli adquirí Hofbauer Österreich i la integrà a la companyia junt amb la seva marca Küfferle. El 1997 i 1998, respectivament, adquirí Caffarel i Ghirardelli.
Lindt & Sprüngli té sis fàbriques ubicades a Kilchberg, Suïssa; Aquisgrà, Alemanya; Oloron-Sainte-Marie, França; Induno Olona, Itàlia; Gloggnitz, Àustria; i Stratham, Nou Hampshire.

## Productes

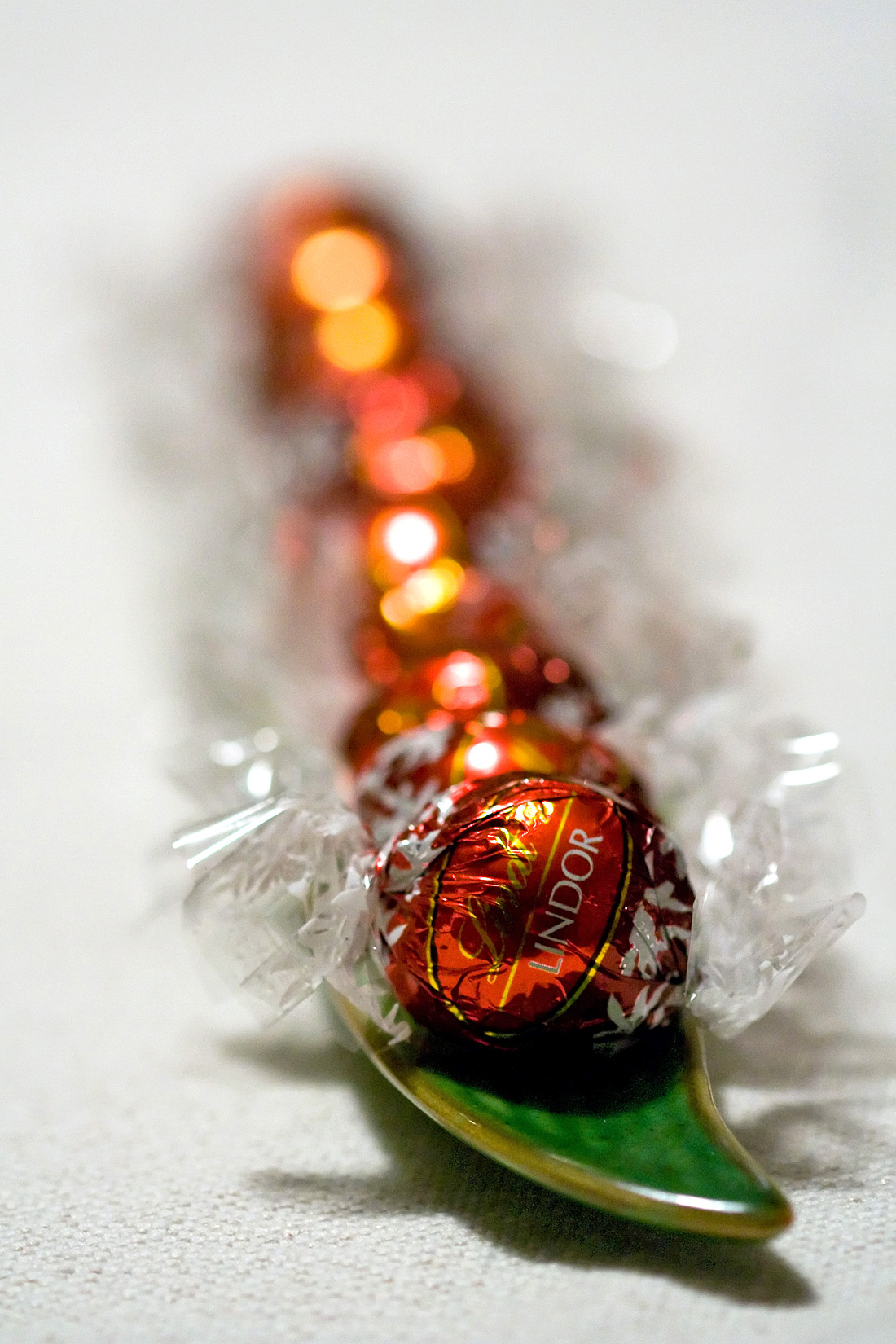
Bola de xocolata Lindor

- Lindor

| Color                  | Gust                              |
| ---------------------- | --------------------------------- |
| Negre                  | Extra Dark (60% de cacau)         |
|                        |                                   |
| Negre amb verd         | Dark Peppermint (edició limitada) |
| Blau                   | Xocolata amb llet                 |
| Marró                  | avellana                          |
| Negre i daurat         |                                   |
| Marró fosc             | Moca                              |
| Verd fosc amb roig     | Menta                             |
| Daurat i Blanc         | xocolata blanca                   |
| Daurat amb blau        | Canyella                          |
| Roig                   | xocolata amb llet                 |
| Blau clar              | Stracciatella                     |
| Marró clar             | mantega de cacauet                |
| Rosa clar              | Irish cream                       |
| Porpra clar            | Ametlla                           |
| Taronja                |                                   |
| Rosa fort              | Gerd                              |
| Verd                   | Mint                              |
| Porpra                 | Vainilla                          |
| Turquesa               | Coco                              |
| Blanc amb daurat       | Marc De Champagne                 |
| Blau cel               | Sal marina                        |
| Bronze (amb 'Caramel') | Caramel                           |